# Zito
 José Ely de Miranda, surnommé Zito, né le 8 août 1932 à Roseira (État de São Paulo, Brésil) et mort le 14 juin 2015 à Santos, est un footballeur brésilien. 
Il réalise toute sa carrière au Santos FC, au poste de milieu défensif, et remporte la Coupe du monde en 1958 puis celle de 1962 avec l’équipe du Brésil.

## Carrière de joueur

### En club

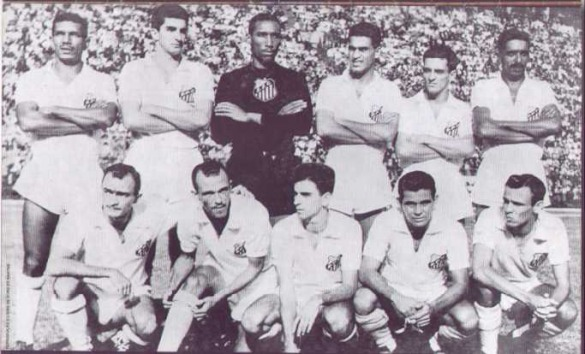
L'équipe du Santos FC en 1955 (Zito n'apparaît pas sur cette photographie).

Zito commence sa carrière en 1948 à l'Esporte Clube Taubaté. Il y est repéré par l'un des principaux clubs du pays, le Santos FC, où il fait ses débuts en juin 1952, à 19 ans. Il s'y impose vite comme un joueur incontournable, excellent récupérateur, meneur d'hommes et meneur de jeu. Le club atteint vite les sommets après le recrutement de Pelé en 1956. Zito va amasser avec Santos un palmarès considérable, avec neuf titres de champion de São Paulo (1955, 1956, 1958, 1960, 1961, 1962, 1964, 1965 et 1967), quatre succès lors des Tournois Rio-São Paulo (en 1959, 1963, 1964 et 1966) et quatre victoires en Taça Brasil, l'ancêtre du championnat national (en 1961, 1962, 1963 et 1964). 
Le club connaît aussi la gloire sur le plan international avec deux sacres continentaux en Copa Libertadores, en 1962 face au Peñarol, double tenant du titre, et 1963 face à Boca Juniors, suivi de deux victoires en Coupe intercontinentale, face au Benfica Lisbonne et à l'AC Milan. Il joue son dernier match avec Santos le 7 novembre 1967. En seize années à Santos, Zito dispute un total de 727 matchs et marque 57 buts, ce qui en fait le 3e joueur de l'histoire du club après Pelé et Pepe.

### En équipe nationale

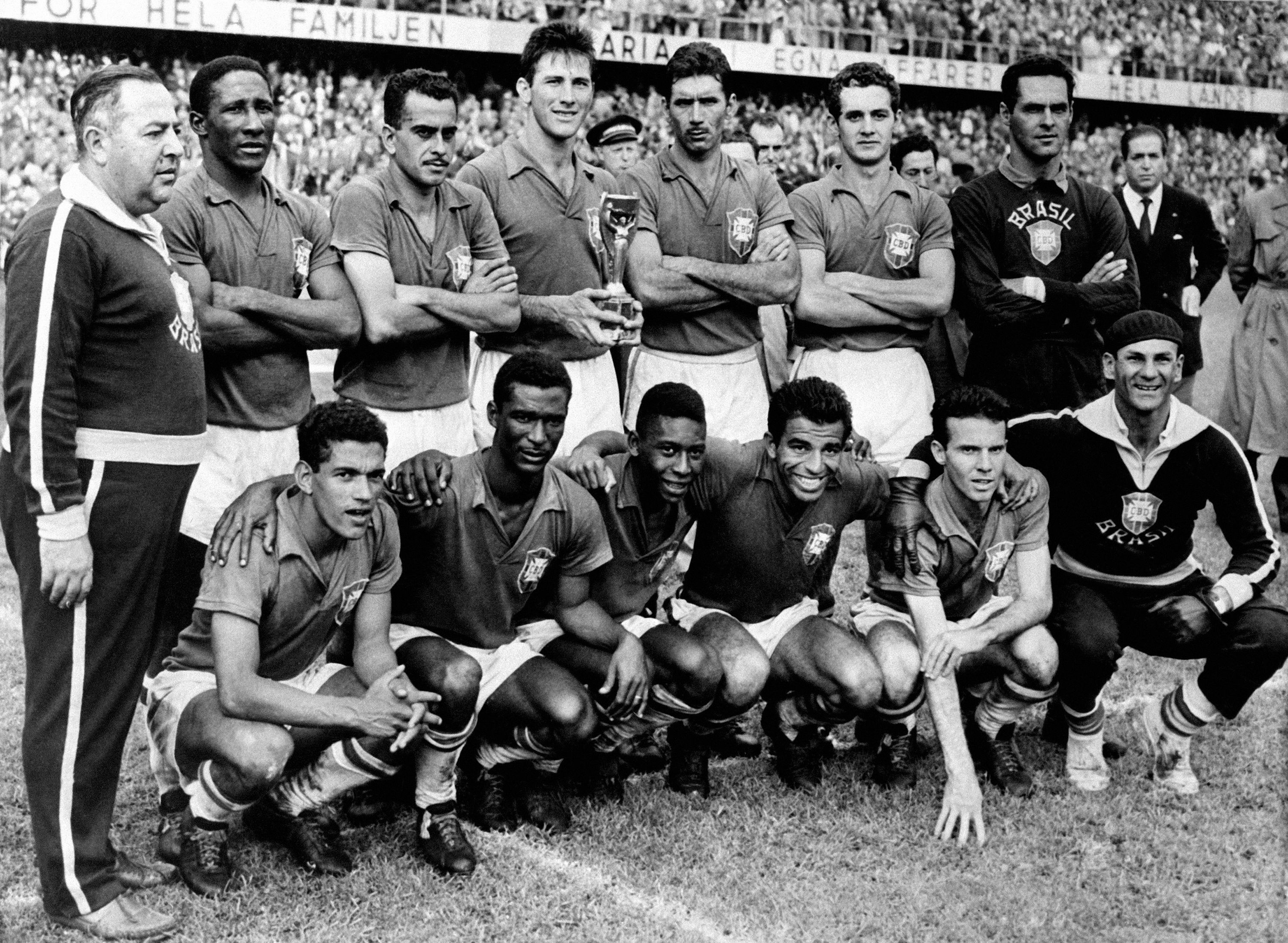
Brésil 1958 : Vicente Feola (entraîneur), Djalma Santos, Zito, Bellini, Nilton Santos, Orlando, Gilmar - Garrincha, Didi, Pelé, Vava et Zagallo.

Zito honore 46 sélections dans l’équipe du Brésil et marque trois buts entre 1955 et 1966.
Il remporte la Coupe du monde en 1958 et la Coupe du monde en 1962, marquant un but en finale de cette dernière. Il est sélectionné pour la Coupe du monde en 1966 mais n'y joue pas. Il honore sa dernière sélection (sa 51e en comptant les matchs non officiels) en juin 1966 lors d'un match amical face à l’Écosse.

### Reconversion
Après sa retraite sportive, Zito intègre l'encadrement du Santos FC, comme dirigeant.

## Palmarès
Équipe du Brésil

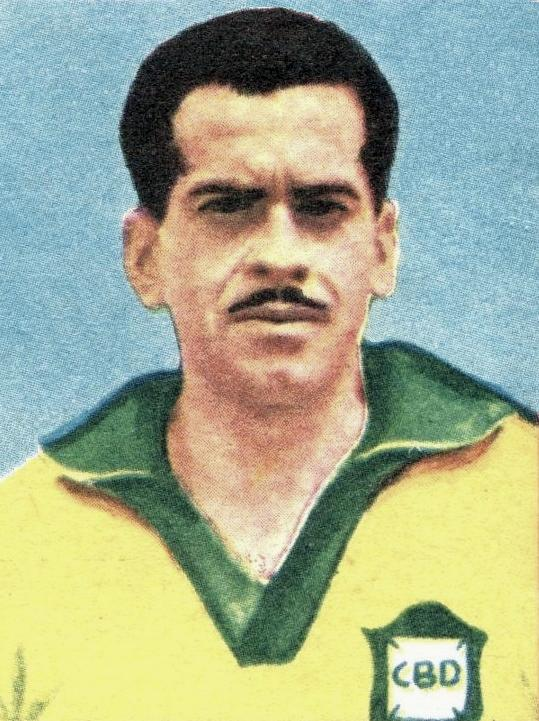
Zito en 1962.

- Vainqueur de la Coupe du monde en 1958 et de la Coupe du monde en 1962

Santos FC
- Champion de l'État de São Paulo en 1955, 1956, 1960, 1961, 1962, 1964, 1965, 1967 et 1968
- Vainqueur de la Taça Brasil en 1961, 1962, 1963, 1964 et 1965 avec Santos FC
- Vainqueur de la Copa Libertadores en 1962 et 1963
- Vainqueur de la Coupe intercontinentale en 1962 et 1963
- Vainqueur de la Copa Roca en 1957 et 1963
- Vainqueur du Tournoi Rio-São Paulo en 1959, 1963, 1964 et 1966